# 22P/Kopff
El cometa Kopff  (con la denominación oficial 22P/Kopff) es un cometa periódico del Sistema Solar. Avistado por primera vez el 23 de agosto de 1906,  recibió el nombre de su descubridor, el astrónomo alemán August Kopff (1882-1960). El cometa no pudo ser localizado cuando regresó en noviembre de 1912, pero fue observado de nuevo en su retorno de junio de 1919. Desde entonces ha sido siempre avistado en sus distintos retornos. Las aproximaciones de su trayectoria a Júpiter en 1938 y 1943 redujeron su perihelio y su periodo orbital.

## Observaciones
| Perihelio en épocas diferentes |                |
| Época                          | Perihelio (UA) |
| 1906                           | 1.70           |
| 1944                           | 1.49           |
| 1957                           | 1.52           |
| 1990                           | 1.58           |
| 2027                           | 1.32           |
| 2039                           | 1.19           |

22P/Kopff fue descubierto desde el Observatorio de Königstuhl en Heidelberg, Alemania. Kopff analizó las placas fotográficos que había realizado el 20 de agosto de 1903, comparándolas con imágenes previas al descubrimiento de la misma región. El 23 de agosto de 1903, Kopff concluyó que se trataba de un cometa con una magnitud aparente estimada de 11. A mediados de septiembre de 1906, la naturaleza del periodo corto del cometa fue reconocida por un equipo al mando de Kiel Ebell del Departamento Astronómico de la Universidad de Berkeley. El cometa se perdió en su retorno previsto para el 25 de noviembre de 1912, aunque el 25 de junio de 1919, los astrónomos avistaron de nuevo el cometa, que fue localizado con menos de tres días de diferencia respecto a la posición prevista. Sus siguientes retornos no fueron notables hasta 1945, cuando el cometa mostró un pico de luminosidad máximo alcanzando la magnitud 8,5. El aumento de su brillo fue el resultado de la atracción gravitatoria de Júpiter, que alteró la órbita del cometa entre los años 1939 y 1945. Este cambio de órbita llevó al cometa a una trayectoria más cercana al Sol. El regreso de 1951 fue excepcional, debido a que el brillo del cometa aumentó en 3 magnitudes respecto a lo esperable cuando se avistó en abril de 1951, alcanzando incluso la magnitud 10,5 en octubre de 1951. Un paso muy cercano a Júpiter en 1954 aumentó la distancia del perihelio del cometa a 1,52 UA, aumentando su periodo orbital a 6,31 años. El 30 de noviembre de 1994, Carl W. Hergenrother fue capaz de localizar el cometa con un brillo de magnitud de 22,8 utilizando el reflector de 1,5 m del Catalina Sky Survey. El cometa alcanzó la magnitud 7 durante su paso del perihelio en 1996.
El núcleo de cometa se estima que puede tener 3.0 kilómetros de diámetro, con un albedo de 0,05. El núcleo es oscuro porque los hidrocarburos de su superficie han sido convertidos en una capa oscura y densa por efecto de la radiación ultravioleta solar.